# Out From the Dark
Out From the Dark är det norska black metal-bandet Mayhems första samlingsalbum som gavs ut 1996 av Black Metal Records.
Detta är den sista repetitionen med Dead. Albumet gavs ut i både en guld och en röd vinyl. Den röda vinylen var begränsad till 800 exemplar, och guldvinylen var begränsad till 1000 exemplar. Dessa sju spår finns också med på "In Memorium" som släpptes som en bootleg. Spåren har återsläppts som ett flertal bootlegs. Den enda officiella utgåvan av spåren släpptes år 1996.

## Låtförteckning
Sida A
1. "Pure Fucking Armageddon" – 2:59
2. "Funeral Fog" – 5:20
3. "Freezing Moon" – 6:13

Sida B
1. "Buried by Time and Dust" – 5:32
2. "Deathcrush" – 3:22
3. "Chainsaw Gutsfuck" – 3:43
4. "Necrolust" – 3:18

## Banduppsättning
- Euronymous (Øystein Aarseth) – gitarr
- Dead (Per Yngve Ohlin) – sång
- Hellhammer (Jan Axel Blomberg) – trummor
- Necrobutcher (Jørn Stubberud) – basgitarr